# Сражение при Нойбурге
Сражение при Нойбурге (англ. Battle of Neuburg) произошло 27 июня 1800 года во время Войны второй коалиции и стало последним в Дунайской кампании лета 1800 года. Перемирие между Габсбургами и французами было подписано через несколько недель и закончилось в конце ноября.
После поражения при Хёхштадте к 26 июня 1800 года войска фельдмаршала Края удерживали оставшиеся переправы через Дунай между Нойбургом и Ингольштадтом. В это утро дивизии Гюдена и Монришара двинулись к слиянию рек Дунай и Лех со стороны Донаувёрта. Дивизия генерала Гюдена двинулась на юг в сторону Пёттмеса и установила линию на север к Эхекирхену. Дивизия Монришара двинулась к Нойбургу, который было приказано занять своим правым крылом, соединяясь с крылом Гюдена, и прикрывать дорогу между Аугсбургом и Нойбургом. Дивизия Гюдена столкнулась с некоторым сопротивлением, прежде чем смогла овладеть Пёттмесом. Генерал Пюте, который командовал бригадой слева от генерала Гюдена, взял под свой контроль Эхекирхен после небольшого сопротивления.
Дивизия генерала Монришара подошла к Нойбургу по дамбе, идущей параллельно реке, и без особых проблем овладела окрестными деревнями. Войска Края соединились с отрядом князя Рейсс-Плауэна и вышли из Нойбурга для защиты окраин. Тем не менее Монришар подошел за четыре мили от города, не встречая особого сопротивления. Бригада Эспаня поддержала авангард и после непродолжительного боя двумя полубригадами заняла высоты Оберхаузена. К полудню австрийцы отбили деревню Нидерхаузен, но деревня Унтерхаузен осталась в руках французов, которую защищала полубригада с приданными стрелками.
С этого момента бои сосредоточились в деревне Унтерхаузен, в 3,8 мили к западу-юго-западу от центра Нойбурга. Несколько французских гренадерских взводов штыковой атакой выбили австрийцев из леса, расположенного между деревней и Дунаем. Когда прибыли французские резервы, австрийцы контратаковали и отбили леса, высоты у Оберхаузена и деревню. Австрийцы, ободренные этим первым успехом, установили на высотах около двадцати пяти или тридцати орудий. 
В восемь часов вечера французы, получившие подкрепление, силами двух полубригад одновременно атаковали деревню с фронта и флангов, и, несмотря на артобстрел с стороны Оберхаузена и контратаку австрийской кавалерии, в штыковой атаке, продолжавшейся примерно до 22:00, выбили противника из Унтерхаузена. Генерал Лекурб приказал своим войскам не преследовать австрийцев, так как  наступила ночь.
В результате очередного поражения австрийцы эвакуировали Нойбург и отступили к Изеру, а 1 июля прибыли к Ладсхуту, где заняли оборонительную позицию. Сражение имело немедленные последствия в руководстве войсками. Император Франц II отстранил от командования Пауля Края, проигравшего череду сражений, и назначил своего брата, 18-летнего генерал-майора эрцгерцога Иоганна, командующим австрийской армией. Чтобы компенсировать неопытность Иоганна, император назначил фельдцейхмейстера Франца фон Лауэра заместителем командующего, а усердный полковник Франц фон Вейротер стал начальником штаба.